# Lindsey Moore
Pour les articles homonymes, voir Moore.
Lindsey Moore, née le 3 juin 1991 à Tacoma (État de Washington), est une joueuse américaine de basket-ball.

## Biographie
Elle est formée aux Cornhuskers du Nebraska.
Douzième la draft WNBA 2013, elle est choisie par le Lynx du Minnesota pour devenir la remplaçante de Lindsay Whalen. Championne WNBA 2013, bien que jouant un rôle mineur, elle effectue le début de saison 2014 avec le Lynx avant de voir son contrat rompu le 24 juin 2014 pour laisser sa place à Nadirah McKenith.

## Clubs
- 2005-2009 : Kentwood High School
- 2009-2013 : Cornhuskers du Nebraska

### Europe
- 2013-2014 :  Virtus Elite La Spezia

### WNBA
- 2013-2014 : Lynx du Minnesota

## Palmarès
- Championne WNBA 2013